# Kamishak Bay
De Kamishak Bay (Alutiiq: Qameksaq) is een baai in het zuidwesten van de Amerikaanse staat Alaska. De baai vormt het zuidelijke deel van de Cook Inlet. In het noordoosten wordt de baai begrensd door het vulkanische Augustine Island en in het westen en zuiden aan de kust van Alaska en het Alaska-schiereiland. De baai is vernoemd naar de USS Kamishak (AVP-44), een vliegtuigmoederschip waarvan de bouw werd geannuleerd.